# Мајорати Спонтини
Мајорати Спонтини (итал. Maiolati Spontini) насеље је у Италији у округу Анкона, региону Марке.
Према процени из 2011. у насељу је живело 466 становника. Насеље се налази на надморској висини од 402 м.

## Становништво
Према резултатима пописа становништва 2011. у општини је живело 6.175 становника.
| 1936. | 1951. | 1961. | 1971. | 1981. | 1991. | 2001. | 2011. |
| ----- | ----- | ----- | ----- | ----- | ----- | ----- | ----- |
| 3.455 | 3.666 | 3.516 | 3.558 | 4.696 | 5.194 | 5.733 | 6.175 |